# Сильна взаємодія

Анімація процесів обміну віртуальними глюонами між кварками в складі нуклонів і обміну віртуальними піонами між нейтроном і протоном.

Си́льна взаємоді́я, сильна ядерна взаємодія — одна з чотирьох фундаментальних сил природи, інші три: електромагнітна, гравітаційна і слабка взаємодія.
Сильна ядерна взаємодія найпотужніша з взаємодій. Однак, вона проявляється на малих відстанях (10−15 м, відстані співмірні з розміром ядра атома), пов'язує разом кварки, а також пов'язує протони і нейтрони в ядрі атома. Частинками-носіями сильної ядерної взаємодії за сучасними уявленнями є глюони. Їх всього 8 типів, кожен з яких має нульову масу (маса спокою) і нульовий заряд. На відміну від обмінних частинок інших взаємодій, глюони можуть взаємодіяти один з одним через інший глюон.
Сильна ядерна взаємодія була вперше описана японським вченим-фізиком Хідекі Юкава в 1935 з використанням обмінних частинок — мезонів. Сучасний опис сильної взаємодії дає квантова хромодинаміка. Квантова хромодинаміка входить у так звану Стандартну модель, яка є сумою сучасних уявлень про будову мікросвіту, хоча й не може претендувати на завершене знання, оскільки не пояснює результатів деяких експериментів і не містить у собі теорію гравітації.
Частинки, що складаються з кварків, і які можуть взаємодіяти сильно називаються адронами.

## Історія
Після відкриття нуклонів — протонів та нейтронів, стало зрозумілим, що вони утримуються в атомному ядрі силами, відмінними від відомих до того часу сил природи — електромагнітних та гравітаційних. Протони, з яких складаються ядра, заряджені однаково, і, вочевидь, існує сила, яка повинна протидіяти цьому відштовхуванню. Однак, дослідження ядерних реакцій показали, що деякі процеси відбуваються швидко, з характерним часом порядку 10−23 с, а інші процеси — порівняно повільно, з характерним часом порядку 10−10 секунди, тож стало зрозумілим, що у світі ядер і елементарних частинок існують дві різні взаємодії, які назвали сильною та слабкою.
Першу теорію сильної взаємодії побудував Хідекі Юкава в 1935. Він припустив існування нових частинок, мезонів, що є носіями сильної взаємодії. У 1947 році такі частинки (а саме пі-мезони) були відкриті в космічних променях. За цією теорією радіус дії сильної взаємодії обмежений віддалями порядку розмірів ядерного ядра, тобто приблизно 10−13 см. Це пов'язано з нестабільністю мезонів, що розпадаються, пролетівши таку відстань.
У шістдесятих роках загальне число відкритих адронів наблизилося до кількох десятків. Хоча всі вони, без сумніву, були різними частинками, проте можна було помітити деякі закономірності в їх властивостях. Це, вкупі з великою кількістю, призвело до думки про неелементарність адронів. У 1961 році Маррі Гелл-Манн запропонував класифікацію адронів на основі групи симетрій SU(3), а у 1964 він же разом з Джорджем Цвейгом розвинули цю ідею, розробивши кваркову теорію будови адронів. Ця гіпотеза підтвердилася у 1968 році під час стенфордських експериментів з розсіювання.
Кварки є ферміонами, а отже для них діє принцип Паулі. Проте було показано, що існують частинки, що складаються з трьох однакових кварків. Щоб пояснити цю ситуацію, було постульовано існування невідомого раніше квантового числа, що отримало назву "колір", яке притаманне лише кваркам, і дозволяє ім бути розрізненними.
З розвитком квантової хромодинаміки в 1960-х та 1970-х, уявлення про сильну взаємодію змінилися. За сучасними уявленнями сильна взаємодія є в першу чергу взаємодією між кварками, з яких складаються нуклони. Вона опосередкована іншими частинками — глюонами. Кварки і глюони мають властивість, яку називають колірним зарядом. Взаємодія між колірно зарядженими частинками ще сильніша, ніж взаємодія між нуклонами. Крім того, вона не зменшується із збільшенням відстані між частинками. Тому кольорові частинки міцно зв'язані докупи в двійки і трійки, так щоб компенсувати колірний заряд, і утворити так звану «білу» композитну частинку, наприклад, нуклон. Це явище називається конфайнментом. Окремо кварки і глюони експериментально не спостерігаються. Взаємодія між нуклонами в такій схемі є тільки залишком від сильної взаємодії між кварками і глюонами, аналогічно тому, як взаємодія між нейтральними атомами є тільки залишком від взаємодії електрично заряджених електронів та ядер.

## Колірний заряд
Єдиною характеристикою, що визначає, чи бере частинка участь у сильній взаємодії є особливе квантове число, що називають кольором, або колірним зарядом (ця назва не має ніякого стосунку до оптичного кольору). Ця характеристика може приймати 6 значень — колір може бути червоним, зеленим і синім, для кварків (іноді у цьому триплеті зелений замінюється жовтим), а також античервоним, антизеленим і антисинім, для антикварків. Колірний заряд отримав свою назву через те, що він поводить себе подібно до оптичного кольору в сенсі змішування: суміш червоного, зеленого та синього кольорів не має кольору, так само як і суміш відповідних антикольорів. Це призводить до однієї з особливостей колірного заряду — він не спостерігається безпосередньо. Усі частинки, що складаються з кварків є "білими", тобто, не мають кольору — баріони складаються з трьох кварків різного кольору, а мезони з кварку деякого кольору, і антикварку відповідного антикольору.
Другою особливістю є те, що глюони, що є носіями сильної взаємодії, на відміну від, наприклад, електромагнітної взаємодії, кванти якої (фотони), електрично нейтральні, мають колірний заряд.
Колірний заряд, так само як і електричний, зберігається. За теоремою Нетер цьому закону збереження має відповідати деяка симетрія. У цьому разі це симетрія SU(3) відносно поворотів в "колірному просторі".

## Частинки, що беруть участь у сильній взаємодії

Фейнманівські діаграми головних процесів сильної взаємодії: випромінення глюону кварком, розпад глюону на два кварки, випромінення глюону глюоном, розсіяння глюону на глюоні.

Наразі відомі наступні частинки, що беруть участь у сильній взаємодії: шість видів кварків, кожен з яких може мати один з трьох кольорів, і глюон, (може мати вісім варіантів забарвлення), що є носієм взаємодії.

### Кварки
Існує шість частинок, що називаються кварками: 
- Верхній кварк (u-кварк)
- Нижній кварк (d-кварк)
- Дивний кварк (s-кварк)
- Чарівний кварк (c-кварк)
- Красивий кварк (b-кварк)
- Правдивий кварк (t-кварк)

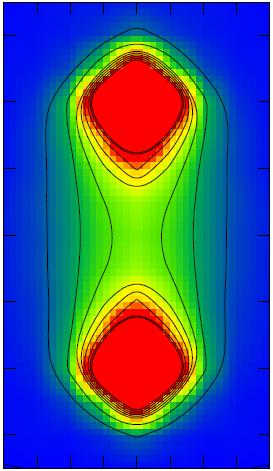
Результат симуляції будови мезону. Кварк і антикварк позначені червоним кольором, глюон - зеленим

u-кварк є найлегшим з них, а t-кварк - найважчим. Сорти кварків також називаються ароматами. Всі кварки є ферміонами зі спіном 1/2. Колірний заряд усіх кварків однаковий за величиною.
Однією з особливостей кварків є заряд, що не кратний заряду електрона — різні кварки мають абсолютну величину заряду рівну 1/3 і 2/3 від заряду електрона. Проте через те, що вільні кварки не можуть існувати окремо, такі заряди не спостерігаються.

### Глюони
Глюони є носіями сильної взаємодії. Як і носії інших взаємодій, глюони є бозонами — спін глюона рівний 1. Глюон має нульову масу і нульовий електричний заряд. Оскільки глюон має колірний заряд, то він змінює заряд кварку, що його випромінив, і кварку, що його поглинув, а також може випромінювати і поглинати інші глюони.
Існує вісім варіантів забарвлення глюонів, що відповідають матрицям Гелл-Манна, що, в свою чергу, є лінійно незалежними матрицями з визначником 1:
- {\displaystyle g_{1}=(r{\bar {b}}+b{\bar {r}})/{\sqrt {2}}}
- {\displaystyle g_{2}=-i(r{\bar {b}}-b{\bar {r}})/{\sqrt {2}}}
- {\displaystyle g_{3}=(r{\bar {r}}-b{\bar {b}})/{\sqrt {2}}}
- {\displaystyle g_{4}=(r{\bar {g}}+g{\bar {r}})/{\sqrt {2}}}
- {\displaystyle g_{5}=-i(r{\bar {g}}-g{\bar {r}})/{\sqrt {2}}}
- {\displaystyle g_{6}=(b{\bar {g}}+g{\bar {b}})/{\sqrt {2}}}
- {\displaystyle g_{7}=-i(b{\bar {g}}-g{\bar {b}})/{\sqrt {2}}}
- {\displaystyle g_{8}=(r{\bar {r}}+b{\bar {b}}-2g{\bar {g}})/{\sqrt {6}}}

Ці глюони створюють вісім різних глюонних полів, що перетворюються одне на одне при поворотах у просторі кольорів.
Як можна бачити, глюони три і вісім не мають кольору. Такі глюони є власними античастинками. Завдяки їм кварки одного кольору також взаємодіють між собою.

## Вплив поляризації вакууму
Поляризацією вакууму називають сукупність явищ виникнення та анігіляції частинка-античастинкових пар у вакуумі, викликане квантовими флуктуаціями. Ці пари взаємодіють з полями, і змінюють їх характеристики. Так, у випадку електромагнітної взаємодії, хмара поляризованих віртуальних заряджених пар частково екранує заряд — таким чином, з наближенням до зарядженої частинки, її ефективний заряд зростає. У випадку колірного заряду, ефект поляризації вакууму проявляється інакше. Оскільки глюони мають колірний заряд і випромінюють інші глюони, і всі ці глюони взаємодіють між собою. Через це ефективний заряд кварку з відстанню зростає. На великих відстанях (більших за 10−13 м) сили, що виникають між кварками стають постійними:
{\displaystyle F\sim \alpha _{s}r^{-}2+k},
а потенціал, відповідно, стає пропорційним відстані:
{\displaystyle V\sim F\cdot r\sim \alpha _{s}r^{-1}+k\cdot r}.

Анімація, що демонструє поведінку кварків при спробі відірвати їх один від одного

Таким чином, сильна взаємодія між кварками різко зростає з відстанню, і, якби окремий колірний заряд існував, то його сукупна потенційна енергія була б нескінченною. Іноді для описання цього явища використовують термін "глюонна струна" — така струна провисає, коли кварки знаходяться поруч, і натягується, коли вони намагаються віддалятися. При спробі розірвати цю струну, на місці її розриву утворюються нові кварк-антикваркові пари. Таким чином, вільний кварк не утворюється.
Явище, при якому кварки ніяким чином не можуть вийти за межі адрону називається конфайнментом. Конфайнмент вирішує і проблему нескінченної енергії глюонного поля — різнокольорові поля нейтралізують одне одного, тому за межами адрону вони практично не існують. При цьому, з наближенням кварків один до одного, сили між ними спадають майже до нуля: на відстані 10−17 м константа взаємодії між кварками — усього 0,1, тоді як на відстані 10−13 м її значення близьке до одиниці. Це явище носить назву асимптотична свобода — на малих відстанях і при високих енергіях взаємодія між кварками слабка, що дозволяє трактувати їх як вільні частинки. Цей ефект можна спостерігати при жорстких зіткненнях адронів — якби кварки були сильно зв’язаними, то при спробі вибити кварк з адрону вони б сильно випромінювали. В реальності ж, через асимптотичну свободу, слабозв’язаний кварк можна вибити з адрону на деяку відстань до того, як поле "помітить" це, після чого вибитий кварк знову "нарощує" навколо себе глюонне поле, але цей процес не пов’язаний з випромінюванням енергії.
Математично це можна виразити як зменшення ефективної константи взаємодії між кварками при збільшенні переданого йому імпульсу Q:
{\displaystyle \alpha _{s}(Q^{2})\sim {\frac {4\pi }{\left(11-{\frac {2}{3}}n_{f}\right)\ln {\frac {\left|Q^{2}\right|}{\Lambda ^{2}}}}}}.
де nf - кількість відомих кварків, а Λ — параметр сильної взаємодії, рівний 100-200 МеВ.

## Порівняння з іншими взаємодіями
Сильна взаємодія, виправдовуючи свою назву, є найсильнішою з усіх фундаментальних взаємодій. Її безрозмірна константа взаємодії ({\displaystyle \alpha _{s}={\frac {g_{s}^{2}}{\hbar c}}}, де gs — елементарний колірний заряд) рівна приблизно 1 для кварк-кваркової взаємодії і ~14 для нуклон-нуклонної , тоді як для електромагнітної взаємодії вона дорівнює 1/137, для слабкої — приблизно 10−5, а для гравітаційної 10−38

## Математичний опис

Заряди кварків, антикварків і глюонів у просторі кольорів.

Математично теорія сильної взаємодії є калібрувальною теорією, побудованої на групі симетрії SU(3). Відповідна калібрувальна інваріантність — це інваріантність щодо обертань у просторі кольорів. Група SU(3) це група матриць 3x3 із одиничним визначником. Інфінітоземальні генератори цієї групи представляються (як варіант) матрицями Гелл-Манна. Цих матриць всього вісім, що визначає число можливих глюонів.
Група SU(3) є неабелевою, тобто перетворення в ній не є комутативними. Саме з цим пов’язана наявність кольору у глюонів. Також, неабелевість полів КХД значить, що глюонні поля є полями Янга-Міллса.

## Прояви сильної взаємодії

### Адрони
Усі адрони складаються з двох або трьох кварків, що утримуються між собою глюонним полем. Оскільки глюони, що випромінюються кварками, взаємодіють між собою, вони породжують нові глюони і цей процес продовжується далі і далі. Через це глюонне поле в адронах конденсується в особливий об’єкт, що називається глюонна хмара. Глюонна хмара активно притягує і кварки і свої власні частини, через що адрон лишається досить компактним. Енергія, що сконцентрована в глюонній хмарі є дуже значною: наприклад, лише 2% маси протона спричинені масою кварків, що входять в нього, а решта 98% припадає на масу глюонної хмари. Адрони утворюють усі кварки окрім t-кварку — тривалість його життя занадто мала, і він не встигає адронізуватися.

### Ядерна взаємодія
Після побудови квантової хромодинаміки залишкову сильну взаємодію між нуклонами в ядрі стали називати ядерною взаємодією. Це взаємодія між безколірними частинками — результат обміну мезонами кварків, які входять до різних нуклонів. Ймовірність таких обмінів набагато менша, ніж імовірність обміну глюонами кварків у складі одного нуклона. Вона швидко спадає із віддаллю. Ядерна взаємодія відповідає за притягання нуклонів у складі ядра. Вона протидіє кулонівському відштовхуванню зарядів протонів. Оскільки ядерна взаємодія зростає із збільшенням зарядового числа ядра повільніше, ніж кулонівська, ядрам із більшим зарядом потрібно більше нейтронів для забезпечення стабільності. Однак, нейтрон нестабільна частинка щодо слабкої взаємодії, тому ядра атомів із великим атомним номером нестабільні щодо радіоактивного розпаду або поділу.
На різних відстанях ядерні сили мають різний характер:
На відстані більшій за 0,7 фемтометра, нуклони притягуються між собою. 
Ядерну взаємодію на цих масштабах можна приблизно описати потенціалом Юкави:
{\displaystyle U=-g^{2}{\frac {e^{-kr}}{r}}},
де U — потенціал взаємодії, g — константа, що описує інтенсивність взаємодії, k — величина обернена радіусу ядерної взаємодії. Як можна бачити, потенціал спадає експоненційно, через що сильну взаємодію називають короткодіючою — вже на відстані в кілька фемтометрів вона падає до нуля. 
Цей тип ядерних взаємодій описується обміном скорельованими пі-мезонами. На менших відстанях, ета-мезони також спричиняють притягування нуклонів.
На ближчих відстанях на передній план виходять взаємодії важкими ро-мезонами і омега-мезонами (векторними мезонами). Завдяки цьому, на маленьких відстанях нуклони відштовхуються, що дозволяє ядрам не злипатись. На таких відстанях, ефекти, викликані неелементарністю важких мезонів, стають значними.
На відстанях менших 0,2 фемтометра, адрони відштовхуються настільки сильно, що ймовірність того, що вони будуть знаходитися так близько дорівнює нулю, так, ніби у частинки є жорстке ядро. Ця структура називається кор (від англійського core, серцевина). Існують моделі з жорстким кором (з нескінченно великим потенціалом) і м’яким (скінченним) кором.
Механізм утворення кора є складним, і був виведений з КХД лише в 2007 році.
Наведені вище потенціали, що залежать лише від відстані, разом створюють так званий центральний потенціал. Окрім нього, ядерні сили мають наступні компоненти: 
- Тензорний потенціал — залежить від того як повернуті спіни частинок відносно лінії, що з’єднує їх.
- Спін-орбітальний потенціал — залежить від взаємного нахилу спінів і орбітальних моментів нуклонів.
- Квадратичний спін-орбітальний потенціал

Основну роль відіграє центральний потенціал, проте тензорний, що залежить від напрямку спінів частинок, усього в кілька разів менший за нього, тобто, теж є важливим (для прикладу, для електромагнітної взаємодії, частина, що залежить від спінів, складає усього 1%). Вклад, що вносить обмін різними мезонами у ці потенціали є різним, і по різному залежним від відстані між нуклонами.
Ситуацію ускладнює те, що частина сил, що діють у ядрі (10-15%), спричинена багатонуклонними процесами, що не можуть бути розкладені на сукупність двонуклонних.
Таким чином, можна сказати, що математичний опис ядерних сил ще не є достатньо розробленим і вимагає подальших досліджень.

### Розпад короткоживучих частинок
Частинки, при розпаді яких не змінюються аромати кварків, з яких вони складаються, розпадаються завдяки сильній взаємодії. Такі частинки носять назву резонанси. Час їхнього життя складає 10−24 секунд. При розпаді резонансів, кварковий склад частинок не змінюється, а лише народжуються або зникають кварк-антикваркові пари.
Саме через утворення та розпад резонансів проходить більшість ядерних реакцій, в яких бере участь сильна взаємодія — при зіткненні частинок утворюється резонанс, що швидко розпадається на більш легкі і стабільні частинки. Самі резонанси розглядаються як збуджені стани частинок — мезонів або баріонів. Цей процес є подібним до утворення швидкорозпадаючихся ядерних ізотопів при поділі ядра.

### Кварк-глюонна плазма
Гіпотетично, крім баріонів та мезонів, існує ще один стан кварків та глюонів, у якому  вони не зв'язані між собою у безколірні частинки — так звана кварк-глюонна плазма. Цей стан можливий при великій густині, коли колірний заряд екранується аналогічно екрануванню заряду в електрон-іонній плазмі.

## Перспективи об'єднання
Як було вказано вище, константа взаємодії для сильної взаємодії зменшується з відстанню, в той час як для електромагнітної взаємодії вона навпаки, зростає. Через це існують підстави вважати, що на дуже малих масштабах ці константи стануть рівними. За енергій порядку 100 ГеВ схожий процес відбувається з електромагнітною і слабкою взаємодією: вони зливаються у єдину електрослабку.
Пошуки теорії великого об'єднання сильної, слабкої та електромагнітної взаємодії ведуться, з використанням груп симетрії SU(5) і складніших математичних об'єктів. Таке об'єднання повинно наступати при енергіях принаймні 1014 ГеВ (таким енергіям відповідають відстані між частинками порядку 10−29 см), що на багато порядків перевищує сучасні експериментальні можливості людства.
Ймовірно, такі енергії існували у Всесвіті приблизно протягом 10−36 c після Великого Вибуху. В цей час частинки не мали маси а кварки і лептони вільно перетворювалися один на одного.
Носіями об’єднаної взаємодії є гіпотетичні X та Y бозони, з масами порядку  1014-1015 ГеВ. Константа такої взаємодії рівна приблизно 1/40.
Серед ефектів, які передбачає теорія великого об’єднання можна виділити розпад протона як такий, що піддається експериментальній перевірці при сучасному рівні розвитку техніки. Наразі такі розпади не спостерігалися — нижня границя тривалості життя протона складає 1033 років.